# 얀코 루세프
얀코 루세프 루세프(불가리아어: Янко Русев Русев, 1958년 12월 1일~)는 불가리아의 역도 선수이다. 1980년 하계 올림픽에서 라이트급 금메달을 획득했으며, 세계 역도 선수권 대회에서 4회 연속으로 우승을 달성했다.
1993년에 국제 역도 연맹 명예의 전당에 헌액되었다.

## 생애
1958년 12월 1일에 슈멘주 이반스키에서 태어났다. 1973년에 소피아의 올림픽 학교에 입학했을때 축구와 레슬링 훈련을 받았으나 당시 학교 역도부 코치인 이반 아바지에프의 권유로 역도를 시작했다. 
19세때 불가리아 역도 국가대표로 처음 발탁되었고 1977년 3월에 소련 빌뉴스에서 열린 프렌드십컵을 통해 국제 대회에 처음으로 참가했다. 루세프는 이 대회 라이트급에서 285kg을 들어올렸고 소련의 세르게이 페브즈네르, 동독의 귄터 암브라스, 소련의 예두아르트 데르가초프의 뒤를 이어 4위에 올랐다. 같은 해 9월에 서독 슈투트가르트에서 열린 1977년 세계 선수권 대회 페더급에서 용상 부문 세계 기록을 수립하고 총 277.5 kg를 들면서 소련의 니콜라이 콜레스니코프의 뒤를 이어 은메달을 획득했다.
1978년 3월에는 소련 모스크바에서 열린 프렌드십컵에서 우승을 차지했다. 그 해 6월에 체코슬로바키아의 하비르조프에서 열린 1978년 유럽 선수권 대회에서 루마니아의 이오안 부타와 폴란드의 즈비그니에프 카치마레크를 꺾고 우승을 차지했으며, 같은 해 10월에 미국 게티즈버그에서 열린 1978년 세계 선수권 대회에서 폴란드의 카치마레크와 동독의 암브라스를 꺾고 금메달을 획득했다. 이듬해인 1979년 5월에는 자국 불가리아의 바르나에서 열린 1979년 유럽 선수권 대회에 참가하여 동독의 요아힘 쿤츠와 암브라스를 꺾으며 두번째 유럽 선수권 우승을 달성했고, 같은 해 11월에 그리스 테살로니키에서 열린 1979년 세계 선수권 대회에서 용상과 종합 세계 신기록을 세우면서 동독의 쿤츠와 중국의 야오징위안를 누르면서 금메달을 획득했다.
1980년 5월에는 유고슬라비아의 베오그라드에서 열린 1980년 유럽 선수권 대회에서 용상과 세계 신기록을 갱신한 337.5kg의 기록으로 동독의 암브라스와 서독의 카를하인츠 라진스키를 꺾으며 우승을 했고, 같은 해 8월 소련 모스크바에서 열린 1980년 하계 올림픽 라이트급에 참가하여 총 342.5kg를 들면서 동독의 쿤츠와 대표팀 동료인 민초 파쇼프를 누르고 금메달을 획득했다. 이듬해인 1981년 9월에는 프랑스 릴에서 열린 1981년 세계 선수권 대회 미들급에 참가하였다. 그는 총 360.0kg를 들면서 세계 기록을 갱신하였고 소련의 알렉산드르 페르비와 쿠바의 훌리오 에체니케를 꺾고 금메달을 획득했다.
1982년 3월 바르나에서 열린 역도 월드컵에서 우승을 차지했고 같은 해 9월 유고슬라비아의 류블랴나에서 열린 1982년 세계 선수권 대회에서 총 365.0 kg의 기록으로 용상과 세계 기록을 세우면서 파쇼프와 소련의 블라디미르 미할료프를 꺾고 금메달을 차지했다. 1983년 10월에는 모스크바에서 열린 1983년 세계 선수권 대회에서 337.5kg의 기록으로 동독의 쿤츠의 뒤를 이어 은메달을 획득했다.
1984년 9월 바르나에서 열린 프렌드십 게임에서 대표팀 동료인 알렉산더르 버르바노프와 폴란드의 마레크 세베린을 꺾으며 금메달을 획득했으며, 이 대회를 마지막으로 현역에서 은퇴했다. 은퇴 직후 바로 불가리아 역도 국가대표팀 코치가 되어 감독인 아바지에프를 보좌했으며, 1990년에 일본으로 건너가 일본 역도 대표팀 고문으로 활동했다. 1995년에는 다시 불가리아 국가대표팀 코치가 되었으며, 레프스키 소피아 역도부 이사로 활동했다. 2009년부터 2011년까지 아제르바이잔 역도 대표팀 감독을 맡았다.
1993년 불가리아인으로는 최초로 국제 역도 연맹 명예의 전당에 헌액되었다.